# Lucas Dau Ze Jeimphaung
Lucas Dau Ze Jeimphaung SDB (* 18. Oktober 1962 in Hpa Hping, Shan-Staat, Burma) ist ein myanmarischer Ordensgeistlicher und römisch-katholischer Bischof von Lashio.

## Leben
Lucas Dau Ze Jeimphaung trat der Ordensgemeinschaft der Salesianer Don Boscos bei und studierte Philosophie am Salesianerphilisophat in Anisakan. Gleichzeitig erwarb er in Rangun einen Bachelorabschluss in Geschichte. Nach dem theologischen Studium am Priesterseminar in Rangun legte er am 6. Mai 1993 die Profess ab und empfing am 21. April 1996 das Sakrament der Priesterweihe.
Nach der Priesterweihe war er bis 2003 Ökonom der Aspirantur seines Ordens in Anisakan. Anschließend war er für drei Jahre zu einem Aufbaustudium auf den Philippinen. Er erwarb 2004 ein Diplom in Familienberatung an der Ateneo de Manila University und 2006 einen Mastergrad in Pastoralsoziologie am Asian Social Institute in Manila. In den folgenden Jahren war er in leitenden Funktionen innerhalb seines Ordens, als Verantwortlicher für die Jugendseelsorge und als Pfarrer tätig. Seit 2017 war er Rektor des Salesianerphilisophats in Pyin U Lwin.
Am 18. Oktober 2019 ernannte ihn Papst Franziskus zum Koadjutorbischof von Lashio. Der Erzbischof von Yangon, Charles Maung Kardinal Bo SDB, spendete ihm am 29. Januar des folgenden Jahres die Bischofsweihe. Mitkonsekratoren waren der Apostolische Nuntius in Myanmar, Erzbischof Paul Tschang In-Nam, und der Erzbischof von Mandalay, Marco Tin Win.
Mit dem Rücktritt von Philip Lasap Za Hawng am 24. Juni 2020 folgte er diesem als Bischof von Lashio nach.